# Merle à lunettes
Turdus nudigenis
Espèce
Statut de conservation UICN

 LC  : Préoccupation mineure
Le Merle à lunettes (Turdus nudigenis) est une espèce de passereaux appartenant à la famille des Turdidae.

## Habitat
Comme de nombreuses espèces appartenant au genre Turdus, le Merle à lunettes est un hôte fréquent des jardins.

## Répartition
Son aire horizontale (incluant notamment le nord de la Guyane) s'étend également dans le sud des petites Antilles. Ainsi, elle est répertoriée depuis 1997 comme nicheuse à la Guadeloupe et en Martinique. 

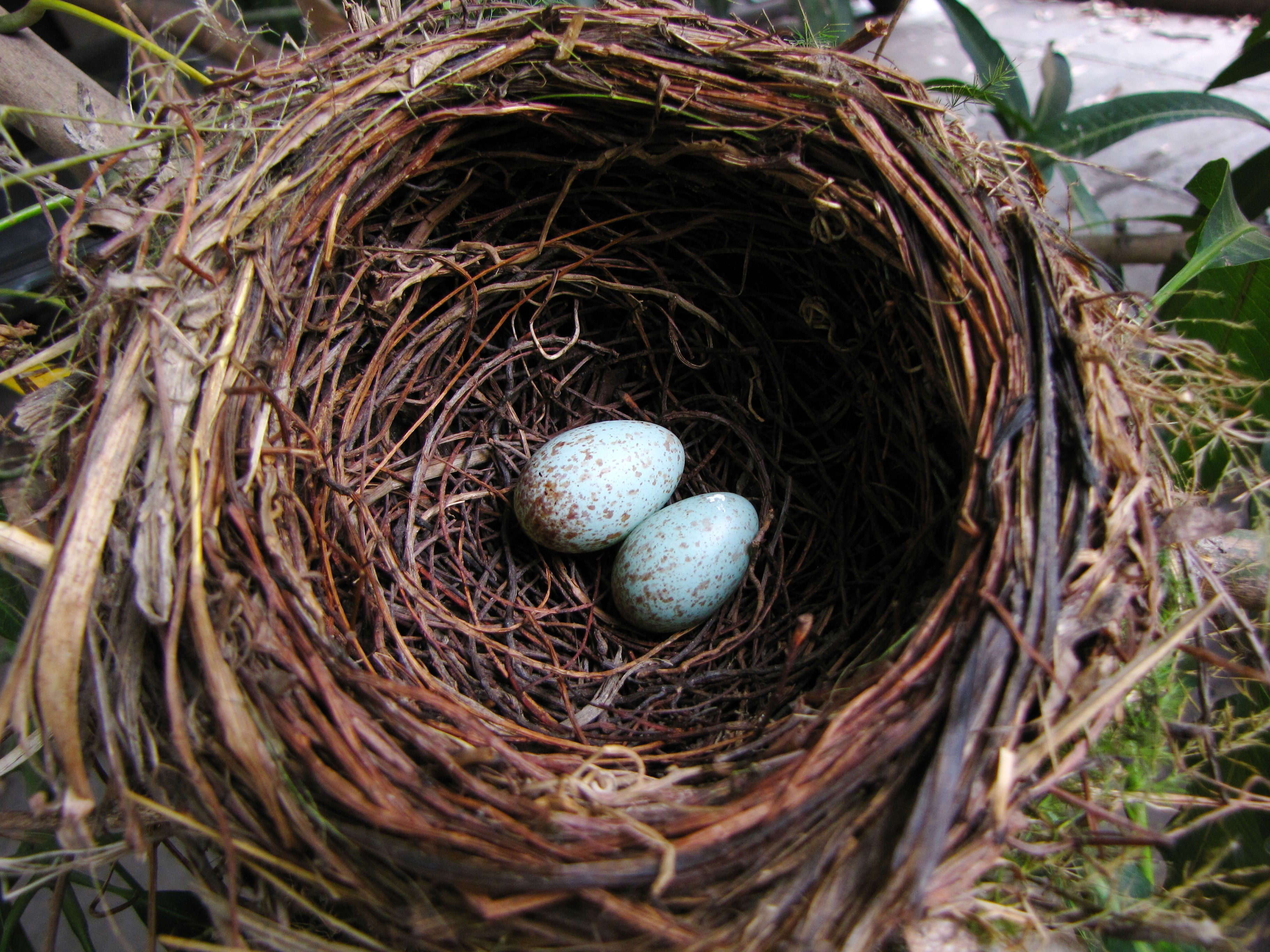
Œufs

## Sous-espèces
- T. n. extimus
- T. n. nudigenis

## Sources
- Groupe d'étude et de protection des oiseaux en Guyane (2003) Portraits d'oiseaux guyanais. Ibis Rouge Éditions, Guyane, Guadeloupe, Martinique, Paris, Réunion, 479 p.

1. ↑  Levesque A., 1997. Découverte du Merle à lunettes Turdus nudigenis nicheur en Guadeloupe. Alauda 65 : 378.